# Cryphaea ramosa
Cryphaea ramosa là một loài Rêu trong họ Cryphaeaceae. Loài này được (Mitt.) Wilson miêu tả khoa học đầu tiên năm 1867.